# Spododes trilineata
Spododes trilineata là một loài bướm đêm trong họ Geometridae.